# ハルダンゲル橋
ハルダンゲル橋（ハルダンゲルきょう、ノルウェー語: Hardangerbrua, 英語: Hardanger Bridge）は、ノルウェーにある吊橋である。
ハダンゲル橋、ハダンゲル大橋、ハーダンガー橋とも表記される。

## 概要
ノルウェー南西部のホルダラン県にあるハルダンゲル・フィヨルドに架橋されている。

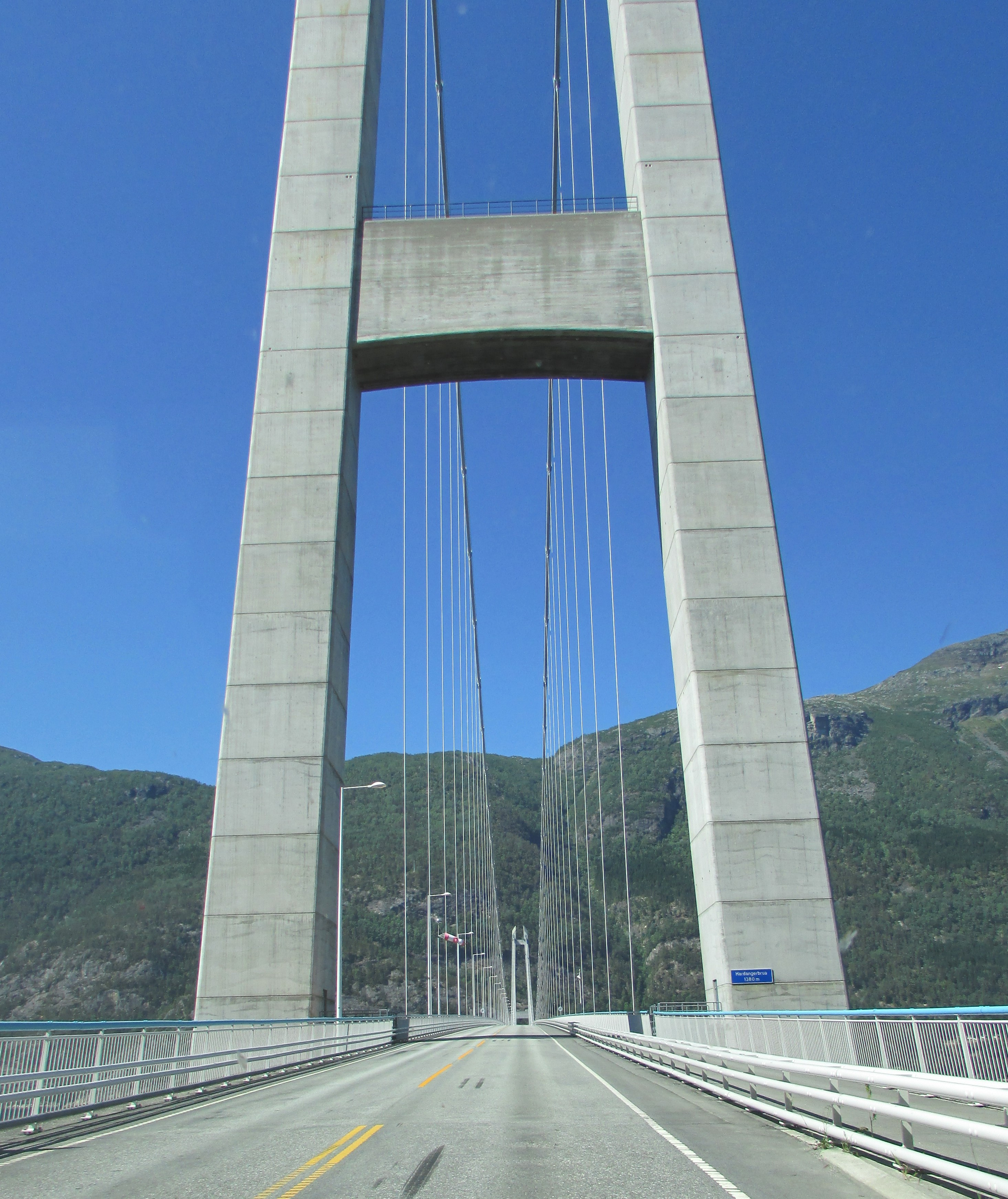
主塔

橋の北側のウルヴィック自治区 (en:Ulvik) のヴァラヴィック (Vallavik) と、橋の南側のウレンスヴァング自治区 (en:Ullensvang) のブ (Bu) を結んでいる。
橋の北側からは、ヴァラヴィック・トンネル (en:Vallavik Tunnel) の内に設けられたラウンドアバウトを経て橋に入る。橋の南側からも、ラウンドアバウトを経て橋に入る。
2車線をもつ車道と自転車歩行者道から構成される。全長は 1,380 メートルである。中央径間の長さは 1,310 メートルである。
主塔の高さは、海抜 200 メートルである。桁下の航路の高さは 55 メートルである。橋桁の幅は 18.5 メートルである。

## 来歴
ハルダンゲル・フィヨルドを横断する手段としては、古くからフェリーが用いられてきた。1976年には、ブリムネス (Brimnes) とブルーラヴィク (Bruravik) の間に国道フェリーの航路が開設されている。

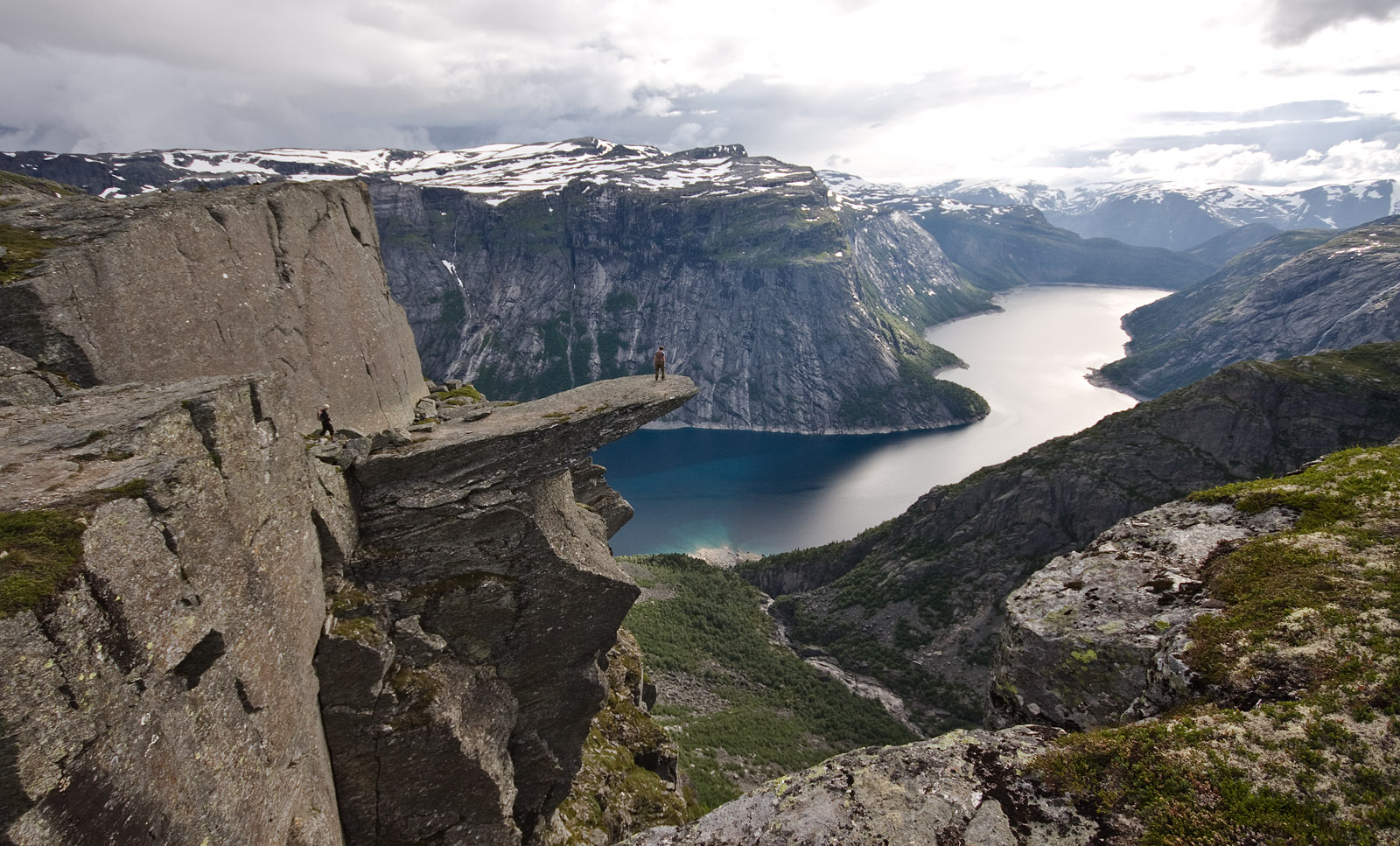
トロルトゥンガ

この吊橋を建設する構想は、1937年には存在していた。その年に、ゴールデン・ゲート・ブリッジが完成したことにインスピレーションを受けた発明家 Aamund K. Bu が、ベルゲンの地方紙であるベルゲンズ・ティーデンデ (en:Bergens Tidende) に、ヴァラヴィックとブの間に吊橋を架ける必要性を訴える記事を投稿している。
2006年、ノルウェーの国会、ストーティングが橋の建設を承認した。橋の建設工事は、2009年2月26日に開始された。橋は、2013年に完成され、同年8月17日に正式に開通した。

## 交通アクセス・周辺

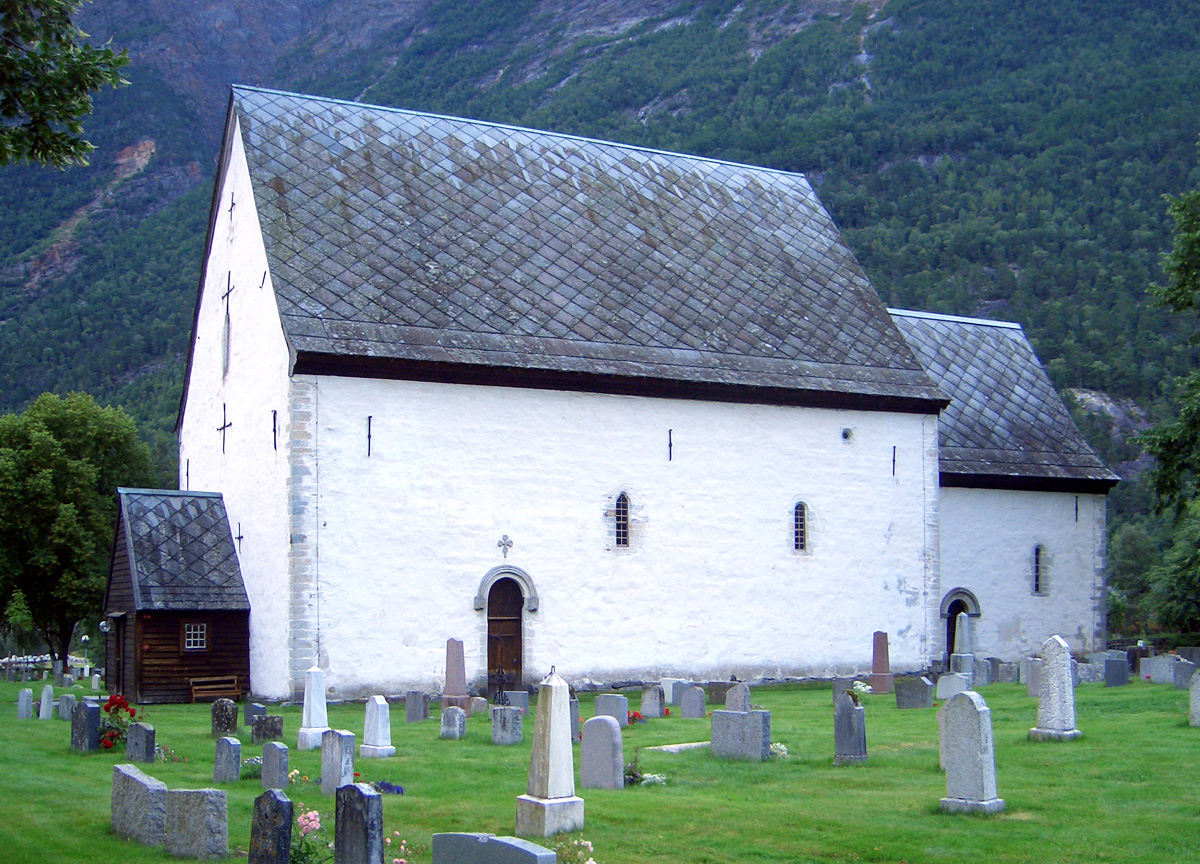
ヒンサルヴィーク教会

ベルゲンからは、東へおよそ80キロメートルほど行ったところにある。およそ40キロメートルほど南下したところに、トロルトゥンガがある。

およそ10キロメートルほど南下したところにあるヒンサルヴィーク (en:Kinsarvik) には、ヒンサルヴィーク教会 (en:Kinsarvik Church) やミッケルパルケン (Mikkelparken) などがある。